# Kyynelmyksenjärvi
Kyynelmyksenjärvi är en sjö i kommunen Kouvola i landskapet Kymmenedalen i Finland. Sjön ligger 66,5 meter över havet. Arean är 1,02 kvadratkilometer och strandlinjen är 15,24 kilometer lång. Sjön  ingår i Summajokis huvudavrinningsområde.   Den ligger omkring 49 km nordöst om Kotka och omkring 150 km nordöst om Helsingfors. 